# Эванс, Джейк (футболист, 2008)
Джейк Эванс (англ. Jake Evans; род. 21 августа 2008) — английский футболист, полузащитник клуба «Лестер Сити».

## Клубная карьера
Воспитанник футбольной академии клуба «Лестер Сити». 12 апреля 2025 года дебютировал в основном составе «Лестер Сити», выйдя на замену в матче Премьер-лиги против «Брайтон энд Хоув Альбион».

## Карьера в сборной
Выступал за сборную Англии до 16 лет.